# Schoterbrug
De Schoterbrug is de overspanning van het Spaarne in Haarlem die 6 juni 2009 werd opengesteld, en een onderdeel vormt van de Oostweg.

## Plannen
Al jaren zocht de gemeente Haarlem een oplossing voor de slechte bereikbaarheid van het Bedrijventerrein Waarderpolder. Daarvoor is in de loop der jaren een scala aan onderzoeken uitgevoerd. Daaruit bleek dat een tunnel de beste oplossing zou zijn, maar vanwege de hoge kosten voor de gemeente Haarlem is dit plan nooit uitgevoerd. Naast het tunnelplan heeft men ook nog overwogen de reeds aanwezige Waarderbrug te verdubbelen, maar uit onderzoek bleek dat het verkeersaanbod op de Spaarndamseweg hierdoor de leefbaarheid te veel zou aantasten. Daarom is uiteindelijk gekozen voor de aanleg van een nieuwe brug ten noorden van de Waarderbrug die grote hoeveelheden verkeer moet kunnen verwerken.
In 1999 kwam het toenmalige raadslid van Tongeren met het idee op de proppen om ter hoogte van het oude Ridsterrein een nieuwe brug aan te leggen, aangezien er behoorlijk wat politieke verdeeldheid heerste of er nu een nieuwe Vondeltunnel of niet moest komen. Uiteindelijk bleek er geen politieke meerderheid te zijn voor die Ridsbrug (zoals hij toentertijd heette) en besloot men voor een Vondeltunnel te opteren, maar is enkele jaren later toch het besluit genomen om die brug wel aan te leggen, men noemde die brug toen Schoterbrug.
De brug bestaat uit twee gescheiden rijbanen met elk een rijstrook, met een tweerichtingsfietspad en aan iedere zijde een voetpad.

## Protest

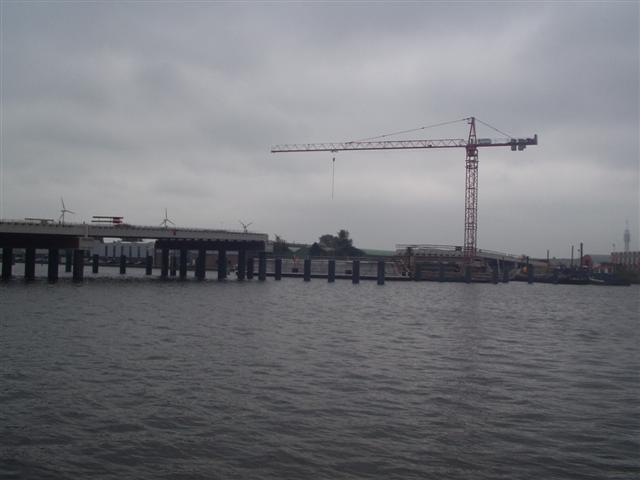
Schoterbrug in aanbouw, augustus 2008.

Op de plek van de op- en afrit aan de westzijde van de brug lagen twee jachthavens die dienden te verhuizen. Er kon lange tijd geen akkoord worden bereikt over hun nieuwe locatie. Ook uit de aangrenzende Indischewijk werd geprotesteerd tegen het nieuwe bouwwerk omdat het naar mening van de buurtbewoners de verkeersdruk in de wijk fors zou verhogen.
Een van de afspraken uit het realisatieakkoord van de Schoterbrug was dat de Waarderbrug na opening van de Schoterbrug gesloten zou worden voor gemotoriseerd verkeer. Daartegen is vanuit diverse partijen ook protest tegen gerezen, omdat daarmee de omrij-afstand vanuit de aanliggende wijk naar de Waarderpolder en vice versa zou vergroten.

## Werkzaamheden
In oktober 2007 zijn de werkzaamheden van start gegaan. Heiwerkzaamheden bereidden de komst van de brugpijlers voor. Medio 2008 zijn de eerste liggers geplaatst. Op 6 juni 2009 werd de brug feestelijk in gebruik genomen met veel activiteiten in de Waarderpolder.

## Woningen
Naast de brug zijn aan de westoever woningen gebouwd onder de naam 'Land in Zicht'. Er zijn drie woontorens met in totaal 117 appartementen verrezen, daarnaast zijn er 29 waterwoningen gebouwd en daarvoor 17 watervilla's, elk met eigen aanlegsteiger.

## Trivia
- Schoterbrug was ook de vroegere benaming voor de Verspronckbrug (brug tussen het Staten Bolwerk en de Verspronckweg).
- Op 16 januari 2015 raakte de brug ernstig beschadigd door een brand onder de brug aan de kant van de Waarderpolder.[2]